# جان-كلود بوليو
جان-كلود بوليو هو جراح وسياسي فرنسي، ولد في 24 يونيو 1944 في فيين في فرنسا. نشط حزبياً في الاتحاد من أجل حركة شعبية.

## مناصب
- انتخب member of the departmental council of Charente-Maritime ‏ عن دائرة canton of Jonzac  [لغات أخرى]‏ وقد انضم خلال فترته النيابية ‏ (2 أبريل 2015 – مارس 2017) للكتلة البرلمانية .
- انتخب نائب فرنسي عن دائرة Charente-Maritime's 4th constituency [الإنجليزية]‏ وقد انضم خلال فترته النيابية [الإنجليزية]‏ (20 يوليو 2007 – 14 ديسمبر 2010) للكتلة البرلمانية الاتحاد من أجل الحركة الشعبية ‏.
- انتخب نائب فرنسي عن دائرة Charente-Maritime's 4th constituency [الإنجليزية]‏ وقد انضم خلال فترته النيابية  [لغات أخرى]‏ (19 يوليو 2002 – 19 يونيو 2007) للكتلة البرلمانية اتحاد الأغلبية الرئاسية ‏.
- انتخب عضو مجلس جهوي ‏.
- انتخب نائب فرنسي عن دائرة Charente-Maritime's 4th constituency [الإنجليزية]‏ وقد انضم خلال فترته النيابية  [لغات أخرى]‏ (8 يونيو 2002 – 18 يونيو 2002) للكتلة البرلمانية الاتحاد من أجل الديمقراطية الفرنسية  [لغات أخرى]‏.